# Меррилл (лунный кратер)
Кратер Меррилл (лат. Merrill) — крупный древний ударный кратер в северной приполярной области обратной стороны Луны. Название присвоено в честь американского астронома Пола Уилларда Меррилла (1887—1961) и утверждено Международным астрономическим союзом в 1970 г. Образование кратера относится к нектарскому периоду.

## Описание кратера

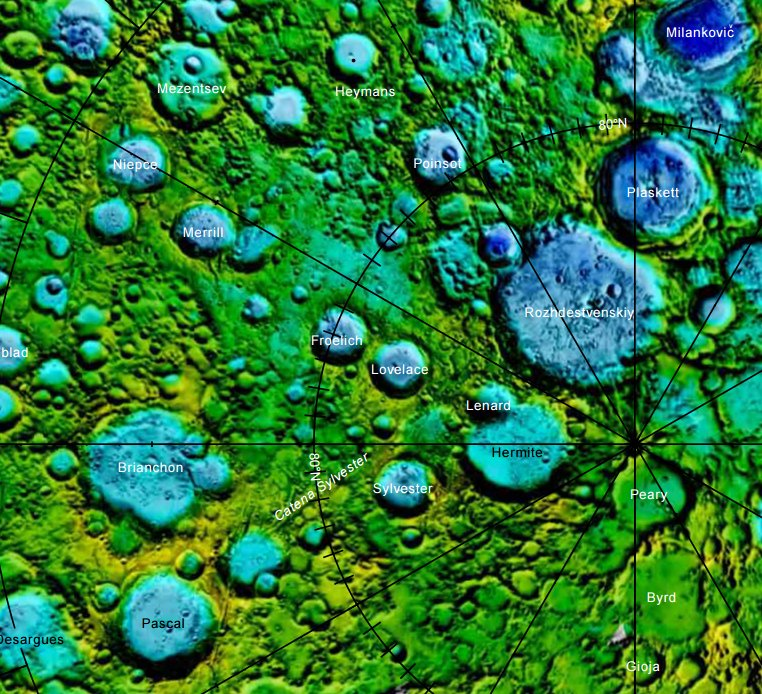
Окрестности кратера Меррилл. Фрагмент карты области северного полюса Луны.

Ближайшими соседями кратера Меррилл являются кратер Хейманс на западе; кратер Пуансо на северо-западе; кратер Фрелик на севере; кратер Брианшон на востоке; кратер Ньепс на юге и кратер Мезенцев на юго-западе. Селенографические координаты центра кратера 74°50′ ю. ш. 117°27′ з. д. / 74,83° ю. ш. 117,45° з. д., диаметр 57,0 км, глубина 2,4 км.
Кратер Меррилл имеет полигональную форму и умеренно разрушен. Вал несколько сглажен но сохранил достаточно четкие очертания, от северо-восточной части вала отходят две широкие долины. Внутренний склон вала широкий, со следами террасовидной структуры. высота вала над окружающей местностью достигает 1180 м, объем кратера составляет приблизительно 2700 км³.  Дно чаши испещрено множеством кратеров, от центра чаши в северном направлении отходит невысокий хребет.

## Сателлитные кратеры

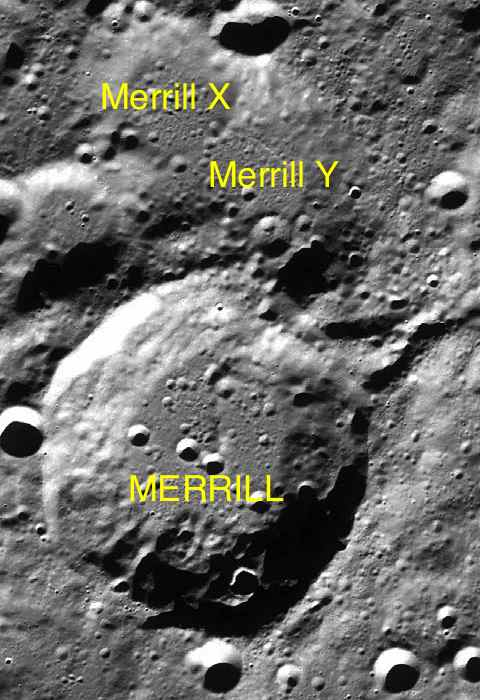
Фрагмент карты LAC-9.

| Меррилл | Координаты                                              | Диаметр, км |
| ------- | ------------------------------------------------------- | ----------- |
| X       | 76°42′ с. ш. 120°40′ з. д. / 76,7° с. ш. 120,67° з. д.  | 27,7        |
| Y       | 76°20′ с. ш. 117°56′ з. д. / 76,33° с. ш. 117,94° з. д. | 43,0        |

## См.также
- Список кратеров на Луне
- Лунный кратер
- Морфологический каталог кратеров Луны
- Планетная номенклатура
- Селенография
- Минералогия Луны
- Геология Луны
- Поздняя тяжёлая бомбардировка